# 山科なす
山科なす（やましななす）は、ナスの品種。京野菜の一つであり、「京の伝統野菜」および「ブランド京野菜」に指定されている。京山科なすとも呼ばれる。

## 特徴
果実部分は長円形ないし卵型で、濃紫黒色で光沢を呈する。ナスとしては中形で、千両二号と泉州水なすの中間とされる。幹は太く枝は直立し、樹勢はやや弱く、葉は広くて長円形となる。1月後半に種を蒔き、6 - 9月に収穫される。
うま味が多く、カリウムやリンなどを豊富に含み、加熱するとうま味が引き立つ。煮物にすると発色と味が良い事から、ニシンとナスの炊き合わせに最適とされる一方で、果皮が薄く肉質が軟らかいため、風に当たると傷みやすく、長期保存や輸送に向かないという短所がある。

## 流通
山科区の生産者によって振売が20世紀前半から続けられている一方で、近年は京都府内で生産された山科なすの96.7%が農協系の組織を通じて出荷され、特に55.4%が京都市中央卸売市場に出荷されている。ほとんどが京都府内で消費されるが、一部は首都圏や他府県に出荷される。また、中央卸売市場を通じて19.6%、農協系統から直接41.3%、合計60.9%が漬物製造業者に供給され、糠漬けなどになっている。生産者にとっては袋詰めが不要なため労力が少なく、漬物業者にとっては京野菜として単価を高くできる点がメリットとされる。
千両ナスと比較すると、栽培面積および出荷量が少ないため、単価が乱高下しやすい。平均単価は千両ナスの1.5倍だが、単収が約60%であり秀品率が低いため、生産者にとって収益性は高くない。ナスとしては用途が広いが、その分競合する品種も多く、機能性などの特徴が分かりにくいため差別化が困難となっている。このため、市場単価が低い時は特売品になるなど、商品価値が不安定である。

## 歴史と産地
伝統的に山科の特産品として栽培されてきた。起源は不明だが、現在の京都市左京区吉田付近で栽培されていたもぎなすを慶応年間に品種改良して大型化したともされる。20世紀前半には他品種を凌駕するようになり、1945年頃までは京都府におけるナス栽培のうち60 - 70%を山科なすが占めていた。しかしその後は変色などの欠点が敬遠され、千両二号などの外観が良い一代交雑品種にシェアを奪われた。市場で流通する事はなくなったが京都市山科区の一部の農家によって生産は続けられ、振売の形で消費者や外食店に販売されていた。
その後、1989年からブランド京野菜の事業が始まったのがきっかけとなり、1996年から府内各地で試作が進められた。1999年3月にブランド京野菜として認証を受けて府内各地に生産が拡大したが、傷の発生など品質のバラつきに加えて収量も低く、2003年までの4年間で栽培面積はほぼ半減した。一方でこの間も系統選抜などが進められ、栽培面積はその後回復に転じている。近年は木津川市や京都市、大山崎町、与謝野町などで生産されている。なお京都市内の栽培戸数は3戸のみとなっており、山科区勧修寺の農家に委託する京都市特産そ菜保存圃が設置されている。